# Барва
Барва (исп. Barva) — спящий вулкан в Коста-Рике в провинции Эредии. Другое название вулкана — Барба (исп.  Barba). Достигает высоты 2906 метров. Площадь 1500 км². Находится в 22 км к северу от города Сан-Хосе. На одной из вершин вулкана образовалась кальдера, заполненная водой и образовавшая маар. Диаметр озера около 300 метров, глубина 8 м. Почвы вокруг озера состоят из лапиллий. Барва является сложным вулканом, склоны которого имеют вулканические разломы, образовавшиеся в результате выброса вулканических газов. Вулкан начал формироваться примерно 320 000 лет назад, выбрасывая потоки андезитовой и дацитовой вулканической лавы. В настоящий момент образовалось 4 главных пирокластических конуса на расстоянии 2-3 км и более десятка побочных. Наиболее поздний застывший лавовый поток, образовался на южном склоне вулкана и достигает города Эредия. Последняя значительная вулканическая активность происходила в современный период в виде плинианского извержения. Сообщалась об извержениях 1760, 1766, 1776, 1867 годов. Но они не подтвердились в результате изучения вулканического материала в недавний период вулканологами. К тому же это показывает густая растительность вокруг вулкана. Вблизи вулкана расположены термальные источники. Вулкан является частью парка Браулио-Каррильо (исп.  Parque nacional Braulio Carrillo).
Вулкан является предметом мифов индейцев. По одной из легенд в момент образования озера в одном из конусов вулкана появился огромный змей, который поглотил всех детей из близлежащей деревни.

## Список вулканических объектов по алфавиту, входящих в комплекс Барва
| Название                       | Тип                 | Высота (м.) |
| ------------------------------ | ------------------- | ----------- |
| Ачиотилаль                     | Стратовулкан        | неизвестно  |
| Суркюуи                        | Стратовулкан        | 2100        |
| Карикиас                       | Стратовулкан        | 2100        |
| Конкордия                      | Шлаковый конус      | 2599        |
| Консепсьон                     | Вулканический конус | 1706        |
| Куэриси (Гурарари)             | Шлаковый конус      | 2599        |
| Монте де ла Крус (Лас Лагунас) | Шлаковый конус      | 1862        |
| Редондо де ла Крус             | Шлаковый конус      | 1862        |
| Тибас                          | Стратовулкан        | 2179        |
| Туру                           | Стратовулкан        | 2139        |
| Хондура                        | Стратовулкан        | 5247        |
| Чомпипе                        | Стратовулкан        | 2259        |

## Видео
Вулкан Барва и его окрестности на YouTube